# Rhyacophila velora
Rhyacophila velora là một loài Trichoptera trong họ Rhyacophilidae. Chúng phân bố ở miền Tân bắc.